# Zynowij Knysz
Zynowij Knysz, ukr. Зино́вій Миха́йлович Книш ps. „Bohdan Mychajliuk”, „Rens”, „Goliat”, „Jurij Mochnaćkyj” (ur. 16 czerwca 1906 w Kołomyi, zm. 14 listopada 1999 w Toronto) – ukraiński prawnik, doktor prawa i nauk politycznych, polityk nacjonalistyczny, historyk, pisarz, dziennikarz, działacz społeczny.
Ukończył gimnazjum w Kołomyi, w 1929 zdobył tytuł magistra, a w 1930 stopień naukowy doktora prawa i nauk politycznych na Uniwersytecie Lwowskim. Od 1924 należał do Ukraińskiej Organizacji Wojskowej.
Pierwszy raz aresztowany (na 3 miesiące) w 1929. W listopadzie 1931 powtórnie aresztowany, został skazany na 8 lat więzienia za organizację napadu na wóz pocztowy pod Bóbrką, zwolniony w amnestii z 1936. Podjął pracę jako sekretarz zarządu Centrosojuzu. W lipcu 1939 ponownie aresztowany, wyszedł na wolność we wrześniu 1939.
Podczas rozłamu w OUN stanął po stronie melnykowców. Od 1940 był sekretarzem Prowodu Ukraińskich Nacjonalistów OUN-M w Krakowie, brał udział w tworzeniu grup marszowych OUN-M. W latach 1940–1941 był naczelnikiem kancelarii Ukraińskiego Komitetu Centralnego. W latach 1941–1942 był sekretarzem dyrekcji Narodnej Torhowli.
Od 1944 przebywał w Austrii, od 1946 we Francji, od 1949 w Kanadzie. Był autorem kilkudziesięciu opublikowanych prac.